# Rudawka pod Nanową
Rudawka pod Nanową (ukr. Рудавка під Нановою) – dawna bojkowska wieś na Ukrainie, w obwodzie lwowskim, w rejonie starosamborskim, blisko granicy z Polską.
Do 1934 stanowiła gminę jednostkową w powiecie dobromilskim, za II RP w woј. lwowskim. W 1934 w nowo utworzonej zbiorowej gminie Krościenko. Tam utworzyła gromadę Rudawka pod Nanową składającą się z miejscowości Rudawka pod Nanową.
Podczas II wojny światowej w gminie Krościenko w powiecie Przemysl w dystrykcie krakowskim (Generalne Gubernatorstwo). Liczyła wtedy 179 mieszkańców.
Po wojnie weszła w struktury administracyjne Związku Radzieckiego. W 1951 mieszkańcy zostali wywiezieni w związku ze zbliżającym się wyegzekwowaniem umowy o zamianie granic.